# Stonehenge n.º 73
Stonehenge n.º 73 es un municipio rural canadiense situado en la provincia de Saskatchewan.

## Superficie
Stonehenge n.º 73 tiene una superficie de 956,43 km².

## Demografía
En 2021, tenía 385 habitantes, una densidad poblacional de 0,4 hab./km², y 173 viviendas.